# Micropoecilia
Micropoecilia is een geslacht van straalvinnige vissen uit de familie van levendbarende tandkarpers (Poeciliidae).

## Soorten
- Micropoecilia picta (Regan, 1913)
- Micropoecilia bifurca (Eigenmann, 1909)
- Micropoecilia branneri (Eigenmann, 1894)
- Micropoecilia minima (Costa & Sarraf, 1997)